# 770. grenadirski polk (Wehrmacht)
770. grenadirski polk (izvirno nemško 770. Grenadier-Regiment; kratica 770. GR) je bil pehotni polk Heera v času druge svetovne vojne.

## Zgodovina
Polk je bil ustanovljen 15. oktobra 1942 za potrebe 377. pehotne divizije.
Uničen je bil leta 1943 pri Voronežu.